# Triglochin trichophora
Triglochin trichophora är en sältingväxtart som beskrevs av Christian Gottfried Daniel Nees von Esenbeck och Stephan Ladislaus Endlicher. Triglochin trichophora ingår i släktet sältingar, och familjen sältingväxter. Inga underarter finns listade.